# 大久保教勝
大久保 教勝（おおくぼ のりかつ、慶長18年（1613年） - 天和2年7月12日（1682年8月14日））は江戸時代の旗本。大久保教隆の長男。弟に小田原藩主大久保忠朝。妻は岡部長盛の娘、山岡景晴の娘、山田重安の娘。子女に大久保教福、娘（伊東長貞室）、娘（久貝正方室）。
寛永20年（1643年）12月7日、父の遺領6000石を継ぎ、翌年の正保元年（1644年）12月29日に父と同じ従五位下右京亮に叙される。慶安元年（1648年）3月28日に御小姓組の番頭、慶安3年（1650年）9月3日に西城御書院番頭、明暦2年（1656年）1月15日に大番頭となる。寛文10年（1670年）9月11日、大番頭から江戸城留守居に昇進、天和元年（1681年）8月21日に職を辞して寄合となり、翌天和2年（1682年）7月12日に没。